# 福生市立福生第六小学校
福生市立福生第六小学校（ふっさしりつ ふっさだいろくしょうがっこう）は、東京都福生市加美平にある公立小学校。

## 概要

### 教育目標
1. 心豊かで協力し合う子ども　　　＜人権尊重を基盤とする道徳的心情＞
2. よく考え進んで行動する子ども　＜学ぶ意欲と創造的思考力＞
3. 健康でねばり強い子ども　　　　＜たくましい体力とねばり強い意志＞ [1]

## 沿革
- 1970年（昭和45年）4月 - 校舎を新築し、福生第一小学校分校として開校[2]
- 1971年（昭和46年）4月 - 福生第六小学校として独立

## 通学区域
- 【自治会名[3]】本町八第二、加美平団地、武蔵野台一丁目（市道武蔵野台14号線以北及び武蔵野台一丁目16番地6から同番地8まで）[4]
- 福生第一小学校、福生第四小学校とともに、福生第二中学校の通学区域を構成する[5]。

## 交通アクセス
- 青梅線福生駅下車　東口から徒歩15分または立川バス福生駅東口乗車・福生第六小学校下車 [6]